# Ramon II de Pallars-Ribagorça
Ramon II de Pallars i Ribagorça (ca. 860 - ca. 920), probablement net de Ramon I de Tolosa, s'apoderà dels comtats de Pallars i de Ribagorça aproximadament entre el 872 i el 920, en temps aproximat de la promulgació de la Capitular de Quierzy. Fou l'iniciador de la dinastia dels comtes de Pallars i la Ribagorça, i per aquest motiu usualment la historiografia l'ha numerat com a Ramon I.

## Orígens familiars
Probablement era fill de Llop I de Bigorra i de la seva esposa Faquilena de Roergue (filla de Ramon I de Tolosa); i, per tant, també és probable que fos originari de Bigorra.
|  |                                    |  |  |  |  |  |  |  |  |  |  |  |  |  |  |  |
|  | 8. LLop?                           |  |  |  |  |  |  |  |  |  |  |  |  |  |  |  |
|  |                                    |  |  |  |  |  |  |  |  |  |  |  |  |  |  |  |
|  |                                    |  |  |  |  |  |  |  |  |  |  |  |  |  |  |  |
|  | 4. Donat I Llop de Bigorra         |  |  |  |  |  |  |  |  |  |  |  |  |  |  |  |
|  |                                    |  |  |  |  |  |  |  |  |  |  |  |  |  |  |  |
|  |                                    |  |  |  |  |  |  |  |  |  |  |  |  |  |  |  |
|  | 9. ?                               |  |  |  |  |  |  |  |  |  |  |  |  |  |  |  |
|  |                                    |  |  |  |  |  |  |  |  |  |  |  |  |  |  |  |
|  |                                    |  |  |  |  |  |  |  |  |  |  |  |  |  |  |  |
|  | 2. Llop I de Bigorra               |  |  |  |  |  |  |  |  |  |  |  |  |  |  |  |
|  |                                    |  |  |  |  |  |  |  |  |  |  |  |  |  |  |  |
|  |                                    |  |  |  |  |  |  |  |  |  |  |  |  |  |  |  |
|  | 5. Faquilena, princesa d'Aquitània |  |  |  |  |  |  |  |  |  |  |  |  |  |  |  |
|  |                                    |  |  |  |  |  |  |  |  |  |  |  |  |  |  |  |
|  |                                    |  |  |  |  |  |  |  |  |  |  |  |  |  |  |  |
|  | 1. Ramon II de Pallars-Ribagorça   |  |  |  |  |  |  |  |  |  |  |  |  |  |  |  |
|  |                                    |  |  |  |  |  |  |  |  |  |  |  |  |  |  |  |
|  |                                    |  |  |  |  |  |  |  |  |  |  |  |  |  |  |  |
|  | 22. Gilabert I de Rouergue         |  |  |  |  |  |  |  |  |  |  |  |  |  |  |  |
|  |                                    |  |  |  |  |  |  |  |  |  |  |  |  |  |  |  |
|  |                                    |  |  |  |  |  |  |  |  |  |  |  |  |  |  |  |
|  | 12. Fulcoald de Roergue            |  |  |  |  |  |  |  |  |  |  |  |  |  |  |  |
|  |                                    |  |  |  |  |  |  |  |  |  |  |  |  |  |  |  |
|  |                                    |  |  |  |  |  |  |  |  |  |  |  |  |  |  |  |
|  | 23. ?                              |  |  |  |  |  |  |  |  |  |  |  |  |  |  |  |
|  |                                    |  |  |  |  |  |  |  |  |  |  |  |  |  |  |  |
|  |                                    |  |  |  |  |  |  |  |  |  |  |  |  |  |  |  |
|  | 6. Ramon I de Tolosa               |  |  |  |  |  |  |  |  |  |  |  |  |  |  |  |
|  |                                    |  |  |  |  |  |  |  |  |  |  |  |  |  |  |  |
|  |                                    |  |  |  |  |  |  |  |  |  |  |  |  |  |  |  |
|  | 13. Senegunda                      |  |  |  |  |  |  |  |  |  |  |  |  |  |  |  |
|  |                                    |  |  |  |  |  |  |  |  |  |  |  |  |  |  |  |
|  |                                    |  |  |  |  |  |  |  |  |  |  |  |  |  |  |  |
|  | 3. Faquilena de Roergue            |  |  |  |  |  |  |  |  |  |  |  |  |  |  |  |
|  |                                    |  |  |  |  |  |  |  |  |  |  |  |  |  |  |  |
|  |                                    |  |  |  |  |  |  |  |  |  |  |  |  |  |  |  |
|  | 14. Remy de Reims                  |  |  |  |  |  |  |  |  |  |  |  |  |  |  |  |
|  |                                    |  |  |  |  |  |  |  |  |  |  |  |  |  |  |  |
|  |                                    |  |  |  |  |  |  |  |  |  |  |  |  |  |  |  |
|  | 7. Berta de Reims                  |  |  |  |  |  |  |  |  |  |  |  |  |  |  |  |
|  |                                    |  |  |  |  |  |  |  |  |  |  |  |  |  |  |  |
|  |                                    |  |  |  |  |  |  |  |  |  |  |  |  |  |  |  |
|  | 15. Arsinde de Ponthieu            |  |  |  |  |  |  |  |  |  |  |  |  |  |  |  |
|  |                                    |  |  |  |  |  |  |  |  |  |  |  |  |  |  |  |
|  |                                    |  |  |  |  |  |  |  |  |  |  |  |  |  |  |  |

## Núpcies i descendents
Es casà en primeres núpcies amb na Guinigenta de Conflent (?-865), filla d'un tal Asnar Dató. D'aquest matrimoni nasqueren:
- l'infant Bernat I de Ribagorça, també conegut per Unifred[2] (?-d 956) comte de Ribagorça
- l'infant Isarn I de Pallars[2] (?-d 953) comte de Pallars
- l'infant Llop I de Pallars[2] (?-v 947) comte de Pallars
- l'infant Ató de Bigorra,[2] (?-v 955) bisbe de Roda d'Isàvena
- l'infant Miró de Bigorra,[2] (?-d 955) pare de Guillem de Ribagorça

En segones núpcies el 904 es casà amb una filla del cap musulmà Mutàrrif ibn Llop. D'aquesta unió no hi hagué fills.

## Biografia

### Ascens
Els orígens de Ramon són obscurs. Hom ha apuntat que inicialment Ramon podia haver estat un noble local que en nom dels comtes de Tolosa regentava les llunyanes terres del Pallars i la Ribagorça, en un moment en què els diversos comtats d'aquella banda dels Pirineus ja actuaven independentment. De fet aquelles terres ni tan sols estaven sota vassallatge de la monarquia carolíngia.
Quan el 872 Bernat II de Tolosa (probablement oncle seu) va morir assassinat per un vassall de llur enemic Bernat Plantapilosa, Ramon II va aprofitar l'avinentesa per apropiar-se el comtats del Pallars i la Ribagorça per la força dels fets consumats. En el nou context de la Capitular de Quierzy Ramon es consolidà en el comtat. Aquest fet el duria tota la vida a maldar per la seva independència dels carolingis i de la Tolosa dominada per Bernat Plantapilosa intentant aliar-se amb la família muladí dels Banu Qassi, de l'altra banda de la frontera (als quals fins i tot els intentà comprar la ciutat de Saragossa el 884).
Els germans de Bernat II de Tolosa, el Vedell, també notaren la seva mort fins que l'any 886 morí Bernat Plantapilosa:
- Fulcoald de Llemotges, va mantenir el poder a Llemotges sense títol oficial però conegut com a vescomte de Llemotges.
- L'altra germà, Odó de Tolosa, casat amb la comtessa Garsenda d'Albi o de l'Albigès (i comte pel dret de la seva dona), va disputar el poder a Bernat Plantapilosa però el rei Carles el Calb li va reconèixer el comtat de Tolosa.
- Ramon, nebot de Bernat el Vedell, fill de la seva germana Faquilena de Roergue, va mantenir el pagus de Pallars.

En virtut de les Leges Gothorum no és estrany que Fulcoald i Faquilena de Roergue mantinguessin els seus drets i honors sobre el Vescomtat de Llemotges i el pagus de Pallars, respectivament. La naixença, doncs, del Comtat sobirà de Pallars es pot situar en aquest any de 872, encara que la numeració comenci amb el pare de Faquilena de Roergue, Ramon I de Tolosa i de Roergue.
Vers el 888 Ramon, amb l'ajuda del bisbe usurpador Esclua, va aconseguir que se separés el Pallars de la diòcesi d'Urgell (vers el 888) per fer-ne un bisbat propi, el Bisbat de Roda de Ribagorça, però durà poc temps, trobaren una solució el 892, el sínode de la Seu d'Urgell. Després, per acció de Ramon III de Ribagorça aquest bisbat fou restabler l'any 955 i ja es mantingué fins al 1145 que fou annexionat al Bisbat de Lleida.

### Govern
Malgrat tot el valí de Lleida, Llop ibn Muhàmmad, d'aquella família, el va atacar el 904 i li arrabassà els castells de Sarroca de Bellera, Castissent i Mola de Baró; causant grans destrosses i saquejos en què moriren set-centes de persones; i a més va capturar prop de mil presoners, entre els quals el mateix fill del comte Ramon II (Isarn, que visqué pres a Tudela 14 anys).
De fet, a causa d'aquestes ràtzies sovintejades, en aquesta època tots els comtats catalans, també el Pallars i la Ribagorça, s'anaren fortificant amb la construcció de torres i castells per tot el territori, com els de Leovalles, Castellous, i Lemignano.
Molt probablement Ramon II va ser un dels conjurats del cop d'estat que el 905 va entronitzar el seu nebot Sanç Garcés I com a rei de Pamplona, el primer de la dinastia Ximena.
Més tard, el valí d'Osca Muhàmmad al-Tawil (que s'havia apoderat de Lleida prenent-la al fill de Llop ibn Muhàmmad) entre el 908 i el 909 va atacar la Ribagorça destruint les estratègiques Roda d'Isàvena i Montpedrós. Al-Tawil emprengué el 910 una nova ràtzia conquerint o desmantellant els castells i llocs d'Oliola, Gualter, Alguaire i probablement va arribar a penetrar fins a La Seu d'Urgell.
Sembla que Ramon II era cunyat d'un tal Muhàmmad ibn Llop, però no és clar quin personatge hi ha darrere d'aquest nom.
El 920 encara era viu perquè es va quedar els fins llavors alous de la vila de Baén, sota la premissa de ser un "defensor contra tothom". A la seva mort els comtats de Ribagorça i Pallars es van separar i foren repartits entre els seus fills grans.

## Sobre el numeral
Tot i que Ramon II es pot considerar com el primer comte català d'aquests comtats, la historiografia més moderna concedeix el numeral I de Pallars-Ribagorça al comte de Tolosa Ramon I, que probablement era avi seu. Però Josep Maria Salrach en el segon volum de la Història de Catalunya d'Edicions 62 (dirigida per Pierre Vilar) el va numerar com a Ramon I de Pallars-Ribagorça. En el segon volum de la Història: Política, Societat i Cultura dels Països Catalans (dirigida per Borja de Riquer i Permanyer) es va confondre algun cop el numeral, però majoritàriament s'optà per utilitzar el II a l'índex analític o fins i tot no posar-n'hi cap en el cos del text.